# Sergentomyia schoutedeni
Sergentomyia schoutedeni är en tvåvingeart som först beskrevs av Saul Adler, Oskar Theodor och Aimé Georges Parrot 1929.  Sergentomyia schoutedeni ingår i släktet Sergentomyia och familjen fjärilsmyggor. Inga underarter finns listade i Catalogue of Life.